# Anello di san Luigi Gonzaga
L'anello di san Luigi Gonzaga è un dolce tipico del territorio di Castiglione delle Stiviere, in provincia di Mantova, così chiamato perché a forma del colletto che indossava il santo.
È una ciambella preparata con farina, zucchero, burro, uova e ricoperta da cialde sottilissime di mandorle e cosparsa di zucchero a velo.
Tradizionalmente viene servita accompagnata da una crema di zabaglione e mascarpone.